# Такагі Тосіюкі
Тосіюкі Такагі (яп. 高木 俊幸, нар. 25 травня 1991, Йокогама) — японський футболіст, півзахисник, нападник клубу «Урава Ред Даймондс».
Виступав, зокрема, за «Сімідзу С-Палс», а також молодіжну збірну Японії.

## Клубна кар'єра
У дорослому футболі дебютував 2009 року виступами за команду «Токіо Верді», в якій провів два сезони, взявши участь у 30 матчах чемпіонату.
Своєю грою за цю команду привернув увагу представників тренерського штабу клубу «Сімідзу С-Палс», до складу якого приєднався на початку 2011 року. Відіграв за команду з міста Сідзуока наступні чотири сезони своєї ігрової кар'єри. Більшість часу, проведеного у складі «Сімідзу С-Палс», був основним гравцем команди.
До складу клубу «Урава Ред Даймондс» приєднався на початку 2015 року. З командою став володарем Кубка Джей-ліги та клубним чемпіоном Азії. Станом на 9 грудня 2017 року відіграв за команду з міста Сайтама 48 матчів в національному чемпіонаті.

## Виступи за збірну
Протягом 2008—2009 років залучався до складу молодіжної збірної Японії. На молодіжному рівні зіграв у 7 офіційних матчах, забив 3 голи.

## Титули і досягнення
- Володар Кубка Джей-ліги (1):

«Урава Ред Даймондс»: 2016
- Клубний чемпіон Азії (1):

«Урава Ред Даймондс»: 2017
- Володар Кубка банку Суруга (1):

«Урава Ред Даймондс»: 2017
- Володар Суперкубка Японії (1):

«Сересо Осака»: 2018